# Sedef
Sedef ist ein türkischer weiblicher Vorname arabischer Herkunft mit der Bedeutung „Muschel“, „Muschelschale“; „Perlmutt“, der auch als Familienname vorkommt.

## Namensträger

### Vorname
- Sedef Avcı (* 1982), türkisches Model und Schauspielerin
- Sedef Çakmak (* 1982), türkische Politikerin und LGBT-Aktivistin
- Sedef Kabaş (* 1968), türkische Journalistin, Buchautorin und Publizistin
- Sedef Şahin (* 1992), türkische Schauspielerin

### Familienname
- Mehmet Sedef (* 1987), türkischer Fußballspieler